# Pensando a te
Pour plus de détails, voir Fiche technique et Distribution.
Pensando a te est un film musical, un « musicarello » italien réalisé par Aldo Grimaldi et sorti en 1969.

## Synopsis
Carlo est un chanteur à succès qui a épousé Livia avec laquelle il a un enfant nommé Maurizio. Carlo accepte une tournée aux États-Unis, mais peu avant son départ il trompe son épouse qui s'en aperçoit et le quitte en emportant l'enfant. Carlo admet son erreur et voulant aussi bien reconquérir son épouse que son enfant Maurizio, décide finalement de rester en Italie.

## Fiche technique
- Réalisateur : Aldo Grimaldi
- Sujet : Aldo Grimaldi
- Scénario : Giovanni Grimaldi
- Photographie : Fausto Zuccoli
- Montage : Daniele Alabiso
- Musique : Augusto Martelli
- Genre : comédie musicale
- Durée : 94 min
- Pays de production :  Italie
- Année : 1969

## Distribution
- Romina Power : Livia
- Al Bano : Carlo
- Nino Taranto : Filippo Leccisi
- Antonella Steni : Antonella Pugliesi
- Yvonne Sanson : mère de Livia
- Riccardo Garrone : père de Livia
- Francesco Mulè : commendator Aldini
- Isabella Biagini : Bernarda
- Paolo Villaggio : agent de police
- Rosita Pisano : Santina
- Helena Ronee : professeur d'anglais
- Nino Terzo